# G8-HORC
Le G8-HORCs (Heads of Research Councils of G8 Countries, ou Conseils de recherche des pays du G8) est un groupe créé en 1979 sur la suggestion du professeur Heinz Maier-Leibnitz, alors à la tête de la Fondation allemande pour la recherche (DFG) . 
Sur le modèle du G8, il rassemble les directeurs des instituts nationaux de recherche des États-Unis, du Royaume-Uni, de France, d'Allemagne, d'Italie, du Canada, de Russie et, depuis la sixième rencontre, en 1987, du Japon. Ceux-ci discutent de stratégies de la recherche à venir, en particulier concernant des problèmes transversaux ou/et globaux. Les discussions sont confidentielles.

## Programme de modélisation environnementale et climatique
Les Conseils de recherche des pays du G8 finance des programmes scientifiques. En 2010, l'Agence nationale de la recherche (ANR, France), le Conseil de Recherche en Sciences Naturelles et en Génie du Canada (NSERC), la Fondation pour la Recherche allemande (DFG), la Société japonaise pour la Promotion de la Science (en) (JSPS), la Fondation russe pour la Recherche de base (RFBR), les Conseils de recherche du Royaume-Uni (en) (RCUK), et la Fondation Nationale pour la Science aux États-Unis (NSF) ont financé, à la suite de la décision du G8-HORC, un « programme de plateforme logiciel libre pour calcul exascale [exascale: 1018 opérations par seconde] et applications dans le domaine de l'environnement » .
Les programmes sur l'intensification du calcul informatique, à des fins de modélisation de phénomènes complexes (réchauffement climatique, séismes, fusion nucléaire, etc.) se sont poursuivis: en 2011, un nouveau programme, auquel l'Italie n'appartenait pas, accordait 10 millions de dollars sur trois ans à cette fin (dont 770 000 dollars du CRSNG canadien) . Cinq projets, dont le programme ESC décrit ci-dessous, ont été financés dans le cadre de ce Programme transnational et interdisciplinaire "Plateforme logiciel libre pour calcul exascale et applications dans le domaine de l’environnement".
Au Canada, les équipes des chercheurs Paul Kushner, Qinya Liu et Andrew J. Weaver ont remporté l'appel d'offre . 
Ces programmes sont transnationaux, les chercheurs devant collaborer avec d'autres chercheurs d'autres pays. 

### Le projet ESC
Un programme de trois ans est baptisé ESC ("Enabling Climate Simulation at extreme scale"): il réunit climatologues et informaticiens, et vise notamment à adapter les modèles climatiques aux supercalculateurs exaflopiques qui devraient apparaître vers 2018-2020. ESC rassemble entre autres l'University of Illinois at Urbana Champaign (UIUC), le NCSA et l’INRIA (France), par le biais du joint laboratory on PetaScale Computing. L’équipe, sous l’égide de l’UIUC (directeur) et de l’INRIA (directeur adjoint), regroupe des chercheurs canadiens (Université de Victoria), français (INRIA), allemands (Centre national allemand pour la recherche atmosphérique), japonais (Tokyo Tech et Université de Tsukuba), espagnols (Centre de calcul intensif de Barcelone) et américains (University of Illinois at Urbana Champaign, University of Tennessee et le National Center for Supercomputing Applications-NCSA, National Center for Atmospheric Research-NCAR).

## Rencontres
- 17-18 mai 2008: Tokyo, Japon.